# Andrea De Cesaris
 (avril 2012).
Si vous disposez d'ouvrages ou d'articles de référence ou si vous connaissez des sites web de qualité traitant du thème abordé ici, merci de compléter l'article en donnant les références utiles à sa vérifiabilité et en les liant à la section « Notes et références ».
Andrea De Cesaris, né le 31 mai 1959 à Rome et mort le 5 octobre 2014 dans la même ville d'un accident de moto, est un pilote automobile italien qui a participé au championnat du monde de Formule 1 de 1980 à 1994. Il a disputé 208 Grands Prix et obtenu une pole position sans remporter de victoire.

## Biographie

### Des débuts fracassants mais prometteurs

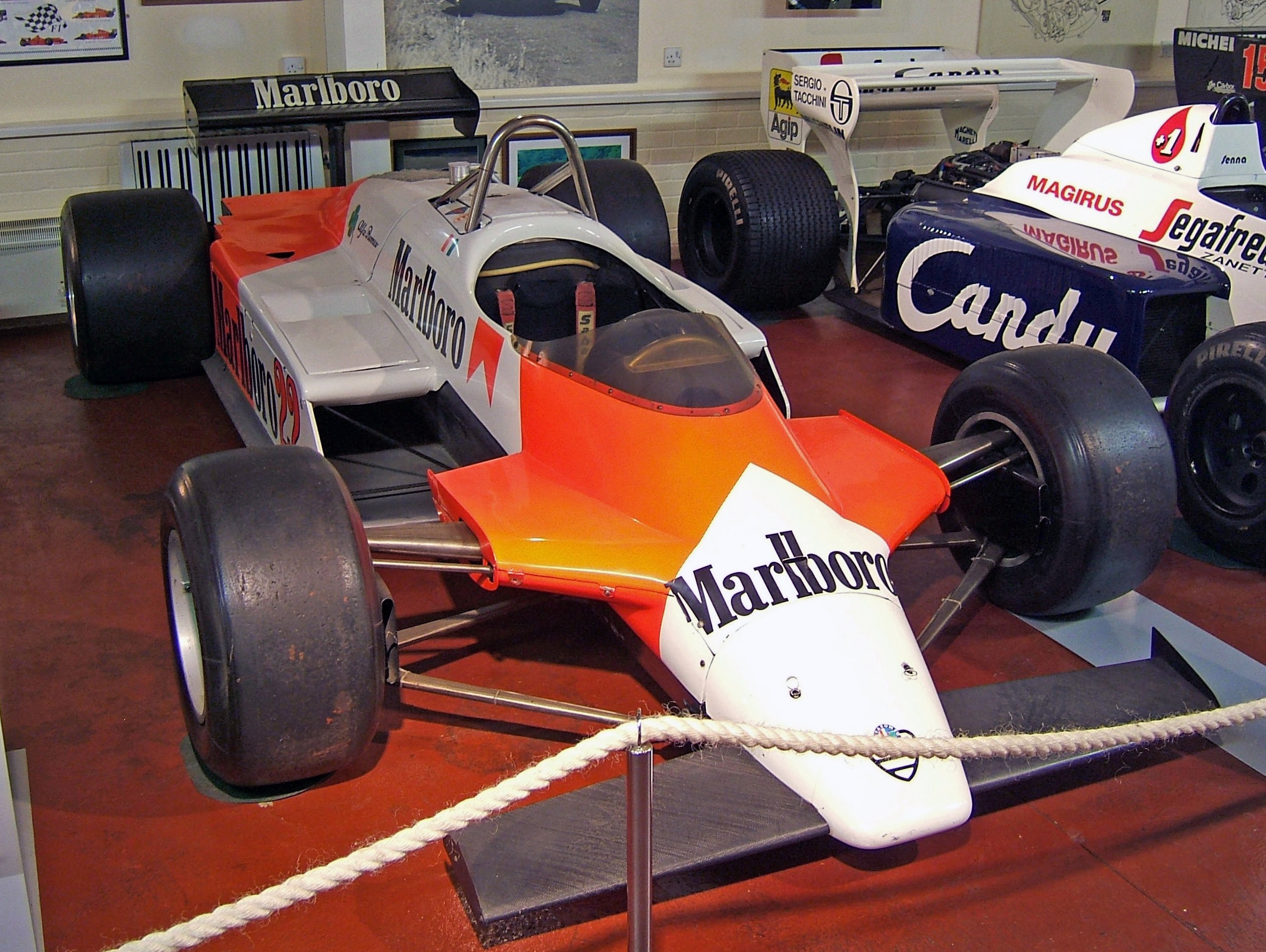
Alfa Romeo 182 d'Andrea De Cesaris

Champion du monde junior de karting, Andrea accède à la Formule 1 à l'âge de 21 ans, en cours de saison 1980 au sein de l'écurie Alfa Romeo, où il occupe le volant laissé vacant par Patrick Depailler. De Cesaris fait preuve d'une intéressante pointe de vitesse mais son principal défaut ne tarde pas non plus à se révéler : en 1981, chez McLaren où il remplace Alain Prost, il endommage dix-huit châssis, ce que n'apprécie pas Ron Dennis qui vient de prendre le contrôle de l’équipe. Les nombreux dommages qu'il continue à causer aux bolides lui valent le surnom réprobateur « Andrea De Crasheris ».
De retour chez Alfa à partir de 1982, Andrea confirme son talent en obtenant la pole position sur le Circuit urbain de Long Beach en Californie. En course, il ne résiste pas longtemps au harcèlement de Niki Lauda et heurte le mur. Les performances d’Andrea ne sont souvent que des feux de paille : rapide sur un tour, il est souvent incapable de confirmer sur la durée de la course. La fiabilité catastrophique de l'Alfa Romeo le condamne à briller en qualifications avant de baisser pavillon en course. Il monte toutefois sur le podium du Grand Prix de Monaco dans des conditions piégeuses au terme du dernier tour,.
La saison 1983 est meilleure avec deux secondes places au Grand Prix d'Allemagne et au Grand Prix d'Afrique du Sud et une quatrième place au Grand Prix d'Europe sur le Circuit de Brands Hatch. Il ne passe pas loin de l'exploit sur le circuit de Spa-Francorchamps au Grand Prix de Belgique : prenant le meilleur sur Alain Prost au départ, il dirige les débats avec autorité avant qu'un changement de pneus calamiteux ne le fasse sombrer au classement. De Cesaris se lance alors dans une remontée au cours de laquelle il réalise le meilleur tour en course avant de casser son moteur.

### La succession des années difficiles

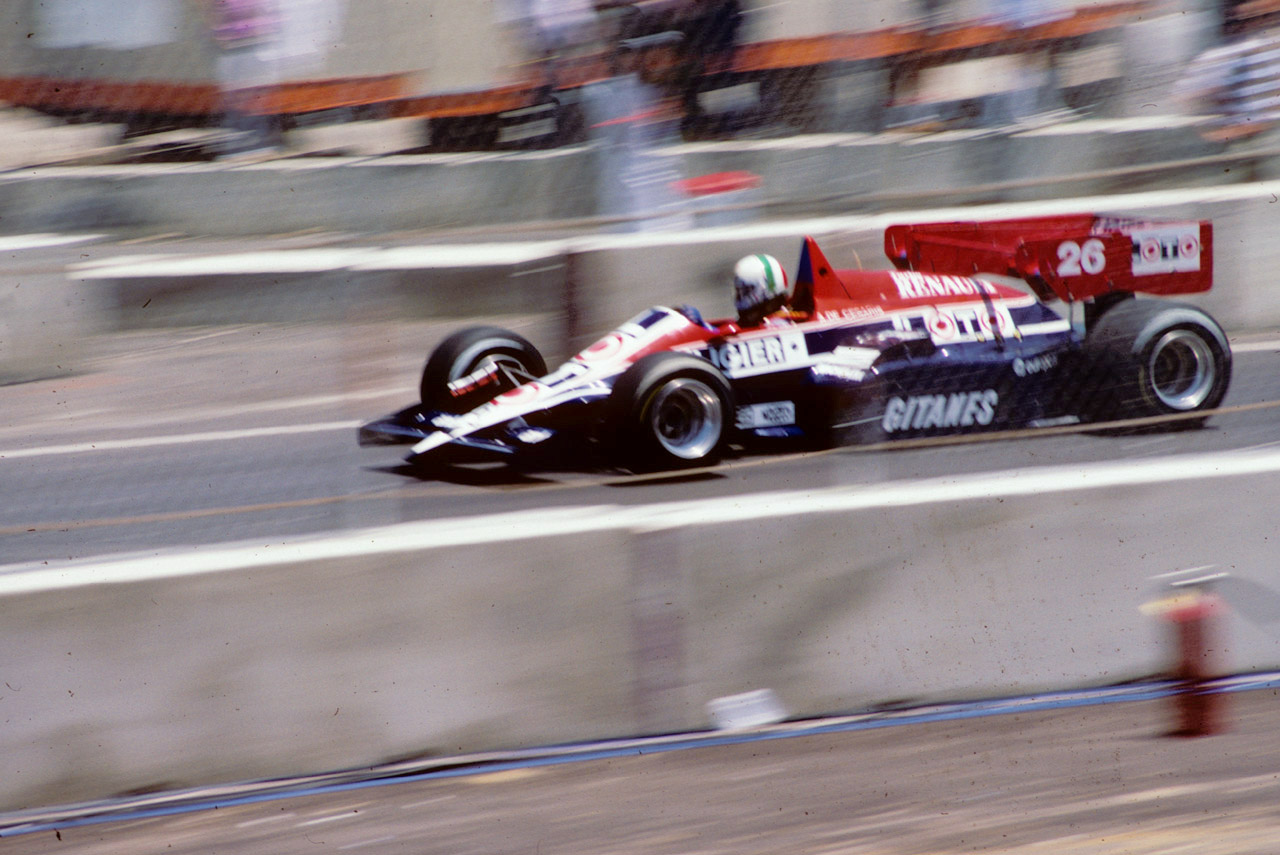
Andrea De Cesaris sur Ligier JS23 en 1984 à Dallas

Après l’épisode Alfa, De Cesaris passe, en 1984, chez Ligier. La grande époque de l'écurie française est derrière elle et les « années de transition » s'enchaînent. De Cesaris réalise une quatrième place à Monaco mais, sur le vieux circuit ultra rapide et vallonné de Zeltweg, en 1985, part en survirage, quitte la piste et amorce une effroyable série de tonneaux dont il sort sans dommage. De retour aux stands, Andrea est licencié sur le champ.
Grâce au soutien de son ami Aleardo Buzzi, PDG de Philip Morris, qui lui apporte son soutien financier, il poursuit sa carrière en Formule 1 au sein de la Minardi pour la saison 1986 mais, victime d'une machine rétive et à la fiabilité catastrophique, peine à suivre le rythme de son coéquipier Alessandro Nannini. Il quitte l'équipe en fin d'année et rejoint Brabham où il devient l'équipier de Riccardo Patrese. L'équipe dirigée par Bernie Ecclestone n'est plus que l'ombre d'elle-même et les deux pilotes doivent composer avec une voiture rétive. Andrea se classe cependant troisième à Spa-Francorchamps derrière les McLaren d'Alain Prost et de Stefan Johansson, son seul résultat probant puisqu'il ne voit le drapeau à damier qu'à deux reprises.
La saison 1988 promet d'être difficile : à la suite du retrait temporaire de Brabham, Andrea trouve refuge chez Rial Racing, une nouvelle équipe menée par Gunther Schmidt qui a déjà tâté de la F1 avec A.T.S. au début des années 1980. Rial peut cependant compter un ingénieur de talent, Gustav Brunner. Ce dernier, déjà concepteur de la Ferrari F1-87C, dessine la Rial ARC-01, une monoplace très fine mue par un classique Ford Cosworth DFZ. Andrea en fait bon usage puisqu'il se classe quatrième à Détroit. Cette fois encore, accrochages et casses mécaniques se succèdent et l'empêchent de marquer davantage de points.
En 1989, il intègre la Scuderia Italia qui, après une saison d'apprentissage, décide d'engager deux voitures. Soutenant difficilement la comparaison avec son équipier Alex Caffi, il se met toutefois en évidence en menant sa Dallara sur la troisième marche du podium du Grand Prix du Canada, son seul coup d'éclat. 1990 est pire puisqu'à l'exception d'une troisième place sur la grille du premier Grand Prix dans les rues de Phoenix grâce, en grande partie, aux pneus Pirelli, il ne réalise qu'une modeste dixième place pour meilleur résultat.

### Un retour surprise

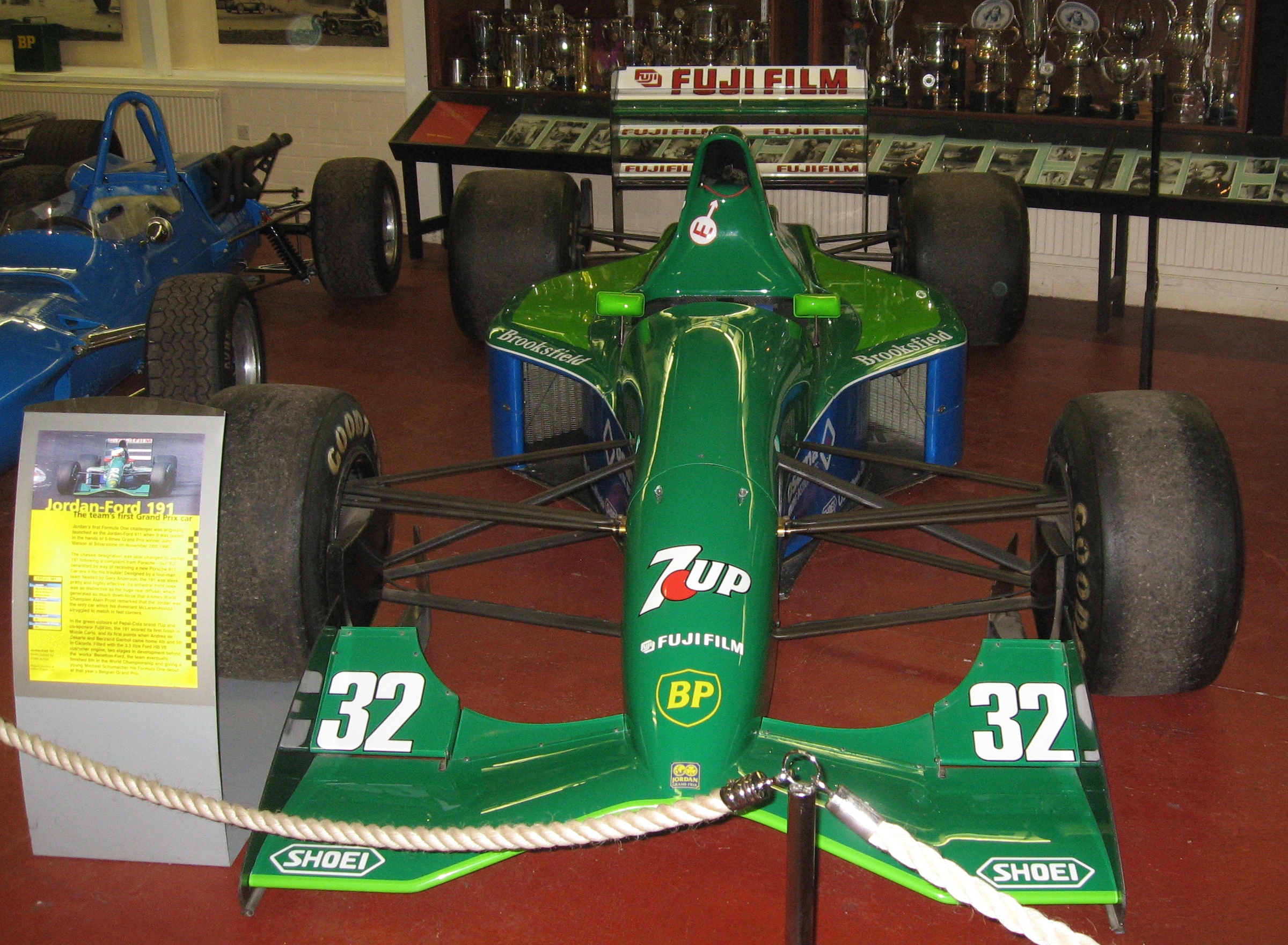
La Jordan 191 de l'écurie irlandaise utilisée pendant la saison 1991.

En 1991, grâce au soutien de Marlboro, il intègre l'écurie novice Jordan Grand Prix et multiplie les performances en faisant preuve d’une étonnante régularité : quatrième à Montréal et à Mexico, sixième à Magny-Cours et cinquième à Hockenheim. À Spa, il talonne le leader Ayrton Senna avant d’abandonner sur casse moteur. Cette course pointe toutefois ses limites lorsque, en essais, il assiste aux débuts prometteurs de son nouveau coéquipier Michael Schumacher qui débute en Formule 1 sur une voiture qu’il ne connaît pas. Malgré ses bonnes performances, Eddie Jordan ne peut le conserver en raison des problèmes financiers que connaît son équipe.
Quelques jours avant le début de la saison 1992, il signe chez Tyrrell Racing au détriment de son compatriote Alessandro Zanardi. Au volant d'une simple évolution du modèle 1991 équipée d'un moteur Ilmor à la place du V10 Honda, Andrea domine nettement son équipier Olivier Grouillard et obtient quelques belles performances, notamment au Mexique (cinquième) en Italie (sixième) et au Japon (quatrième). Comme en 1991, il termine neuvième du championnat.

### Les dernières courses
La seconde saison chez Ken Tyrrell est aux antipodes de la précédente. La voiture, simple évolution du modèle 1991 et baptisée 020C est désormais propulsée par un V10 Yamaha anémique et à la fiabilité désastreuse. Tout comme son nouvel équipier, Ukyo Katayama, Andrea essaie de compenser les limites de son matériel par un pilotage plus agressif, en vain. Les sorties de route succèdent aux accrochages et l'arrivée de la nouvelle 021 ne change rien : il ne retrouve pas de volant en 1994.
À São Paulo, pour l'ouverture de la saison 1994, Eddie Irvine provoque un accident spectaculaire et écope de trois courses de suspension. Il est remplacé par Aguri Suzuki au Grand Prix automobile du Pacifique 1994 puis Eddie Jordan décide de faire appel à Andrea pour disputer les deux courses suivantes : Imola et Monaco. S'il sort de la piste sur le circuit italien, il signe en revanche une belle performance dans les rues de Monaco en terminant quatrième devant Jean Alesi.
À Barcelone, Irvine réintègre Jordan et De Cesaris se retrouve de nouveau sur la touche. Peter Sauber le contacte pour remplacer Karl Wendlinger, accidenté lors des essais du Grand Prix de Monaco. Il débute lors de la manche suivante disputée sur le circuit Gilles Villeneuve à Montréal, course particulière pour lui dans la mesure où il s'agit de son 200e Grand Prix. Il inscrit le point de la sixième place à Magny-Cours derrière son équipier Heinz-Harald Frentzen (quatrième). Comme Karl Wendlinger doit reprendre son poste en fin de saison, Andrea part en vacances après le Grand Prix d'Europe et décide de couper tout contact avec l'extérieur. Insuffisamment remis, Wendlinger renonce à reprendre la compétition mais Sauber ne parvient pas à contacter De Cesaris pour prolonger son intérim.
Andrea De Cesaris meurt dans un accident de moto, le 5 octobre 2014 à Rome, à l'âge de 55 ans,.

## Résultats en championnat du monde de Formule 1
- Début en Grand Prix : Canada 1980
- Dernier Grand Prix : Europe 1994
- Meilleur résultat en course : 2e (Allemagne 1983 et Afrique du Sud 1983)
- Meilleur résultat en qualifications : pole position (États-Unis Ouest 1982)
- Nombre de points marqués : 59
- Nombre de meilleurs tours : 1 (Belgique 1983)

| Saison | Écurie                              | Châssis     | Moteur                  | Pneus    | GP disputés | Points inscrits | Classement |
| ------ | ----------------------------------- | ----------- | ----------------------- | -------- | ----------- | --------------- | ---------- |
| 1980   | Marlboro Team Alfa Romeo            | 179         | Alfa Romeo V12          | Goodyear | 2           | 0               | n.c.       |
| 1981   | Marlboro McLaren International      | M29F MP4/1  | Ford V8                 | Michelin | 14          | 1               | 18e        |
| 1982   | Marlboro Team Alfa Romeo            | 179D 182    | Alfa Romeo V12          | Michelin | 16          | 5               | 17e        |
| 1983   | Marlboro Team Alfa Romeo            | 183T        | Alfa Romeo V8 turbo     | Michelin | 14          | 15              | 8e         |
| 1984   | Ligier Loto                         | JS23        | Renault V6 turbo        | Michelin | 16          | 3               | 16e        |
| 1985   | Équipe Ligier                       | JS25        | Renault V6 turbo        | Pirelli  | 11          | 3               | 17e        |
| 1986   | Minardi F1 Team                     | M185B       | Motori Moderni V6 turbo | Pirelli  | 15          | 0               | n.c.       |
| 1987   | Motor Racing Developments Ltd       | BT56        | BMW 4 ligne turbo       | Goodyear | 16          | 4               | 14e        |
| 1988   | Rial Racing                         | ARC1        | Ford V8                 | Goodyear | 16          | 3               | 15e        |
| 1989   | BMS Scuderia Italia                 | Dallara 189 | Ford V8                 | Pirelli  | 15          | 4               | 16e        |
| 1990   | BMS Scuderia Italia                 | Dallara 190 | Ford V8                 | Pirelli  | 15          | 0               | n.c.       |
| 1991   | Team 7Up Jordan                     | 191         | Ford V8                 | Goodyear | 15          | 9               | 9e         |
| 1992   | Tyrrell Racing Organisation         | 020B        | Ilmor V10               | Goodyear | 16          | 8               | 9e         |
| 1993   | Tyrrell Racing Organisation         | 020C 021    | Yamaha V10              | Goodyear | 16          | 0               | n.c.       |
| 1994   | Sasol Jordan Broker Sauber Mercedes | 194 C13     | Hart V10 Mercedes V10   | Goodyear | 16          | 4               | 18e        |

## Palmarès
- 1976 Champion du monde junior de karting, Champion d'Europe junior de karting par équipe.
- 1977 Champion d'Italie de Karting 125 cm3, vice-champion d'Europe.